# Ешли Кол
Ешли Кол (енгл. Ashley Cole; Лондон, 20. децембар 1980) је бивши енглески фудбалер и бивши репрезентативац Енглеске. Играо је на позицији левог бека.

## Клупска каријера
Ешли Кол је своју каријеру започео у Арсеналу још као играч млађих категорија. Прилику да дебитује добио је 30. новембра 1999. против Мидлзбра са својих 18 година. Свој први наступ у Премијер лиги имао је 20. маја 2000. против Њукасл јунајтеда, али те сезоне је отишао у Кристал палас на једногодишњу позајмицу за који је забележио 14 наступа и постигао 1 гол. Након повреде Силвиња добио је шансу да заигра у јесен 2000. Након неколико изузетних партија успео је да избори стартно место у тиму, иако се Силвињо у међувремену опоравио од повреде. За Арсенал је играо до 2006. и освојио велики број титула међу којима су и 2 освојене Премијер лиге. Након дугих преговора са Челсијем дошао је у овај тим 2006. у замену за 5 милиона евра и Вилијама Галаса. Свој деби је имао 31. јануара 2006. против Чарлтон атлетика. Свој први, и за сада једини гол за Челси је постигао 1. марта 2008. против Вест Хем јунајтеда.
Пензионисао се после кратке игре у клубу Дaрби Каунти.

## Репрезентативна каријера
За сениорску репрезентацију Енглеске укупно је одиграо 107 утакмица и није постигао ни један гол. Дебитовао је 28. марта 2001. против Албаније. Играо је на три светска првенства (2002, 2006, 2010 и 2014) и на два европска првенства (2004 и 2012).

## Трофеји и награде
Арсенал
- Премијер лига : 2001/02, 2003/04.
- ФА куп : 2002, 2003, 2005.
- ФА Комјунити шилд : 2002, 2004.

Челси
- УЕФА Лига шампиона : 2011/12.
- УЕФА Лига Европе : 2012/13.
- Премијер лига : 2009/10.
- ФА куп : 2007, 2009, 2010, 2012.
- Карлинг куп : 2007.
- ФА Комјунити шилд : 2009.